# Jamie Blackley
Jamie Blackley, né le 8 juillet 1991 à Douglas, est un acteur britannique. Il a notamment joué dans le film Si je reste (If I stay en version originale).

## Filmographie

### Cinéma
- 2010 : Prowl de Patrik Syversen : Ray
- 2010 : London Boulevard de William Monahan : The footballer
- 2012 : While We Were Here de Kat Coiro : Caleb
- 2012 : Blanche-Neige et le Chasseur de Rupert Sanders : Iain
- 2012 : Vinyl  (film) de Sara Sugarman : « Drainpipe »
- 2012 : You Want Me to Kill Him ? d'Andrew Douglas : Mark
- 2012 : We Are the Freaks de Justin Edgar : Jack
- 2014 : Si je reste de R.J. Cutler : Adam
- 2015 : L'Homme irrationnel (Irrational Man) de Woody Allen
- 2016 : Kids in love : Tom
- 2018 : Massacre au pensionnat (Slaughterhouse Rulez) de Crispian Mills : Caspar De Brunose
- 2019 : Greed de Michael Winterbottom

### Télévision
- 2011  : Inspecteur Barnaby (S14 E07 Une foi sacrée) : Duncan Hendred
- 2017 : The Halcyon : Freddie Hamilton
- 2019 : Traitors : Freddie Symonds
- 2022 : Becoming Elizabeth : Lord Robert Dudley
- 2025 : Outrageous : Peter Rodd